# Walfrid Lehto
Valfrid (Walfrid) Olganpoika Lehto, född 11 maj 1896 i Hassi, Jämsä, död 4 januari 1946 i Jämsä, var en finländsk sångare och sångtextförfattare. 
Lehto slog igenom som sångare i Finland i början av 1920-talet och konserterade bland annat i Österrike. 1926 emigrerade han till USA, där han var verksam som café- och konsertsångare i elva år. I USA antog han artistnamnet Volpi Leuto, under vilket han också gjorde ett tjugotal skivinspelningar. På 1930-talet återkom han till Finland och efter att han förlorade sin sångröst bosatte han sig i hembyn Hassi, där han avled i fattigdom och misär.

## Biografi

### Tidiga år
Lehto var son till Olga Juhontytär Lehto. I familjen föddes ytterligare en dotter. Fadern, Salomon Haggren, var amatörviolinist, och tillverkade tjära och terpentin som han sålde på sina rutter med en flotte längs Päijännes stränder. Haggren erkände aldrig pojken som sin son.
Barnen växte upp under miserabla förhållanden hos torparen Hakala. Som sjuåring placerades Lehto på ett fattighus och såldes på auktion till torparen Alaja. Modern gifte senare om sig med en Henrik Fabian Helander. Hos Alaja gällde hårt kroppsarbete för alla barnen, men Lehto fann lyckan i musiken och hans konfirmationspräst, Kaarlo Ristikankare, upptäckte den unge mannens talang. Ristikankare antog Lehto som musikelev vid prästgården, där han kom att studera i två år. Därefter begav han sig till Kuhmois och fortsatte studierna vid pastoratet där.
Vid finska inbördeskrigets utbrott 1918 anslöt sig Lehto till de röda och deltog i flera strider mot de vita i Österbotten. Omsider tillfångatogs han och blev hästskötare hos de vita. Armén drog sig till Tavastehus, där Lehto träffade en musikalisk tysk jägarofficer, som gav honom lektioner i musik och tyska. I Tavastehus träffade han också kompositören Erkki Melartin, som hjälpte Lehto att få förflyttning till Helsingfors för att kunna studera vid musikinstitutet. Sin debutkonsert i Jämsä gav han vid ungdomsförbundet Pirttis midsommarfirande 1920.

### Musikstudier

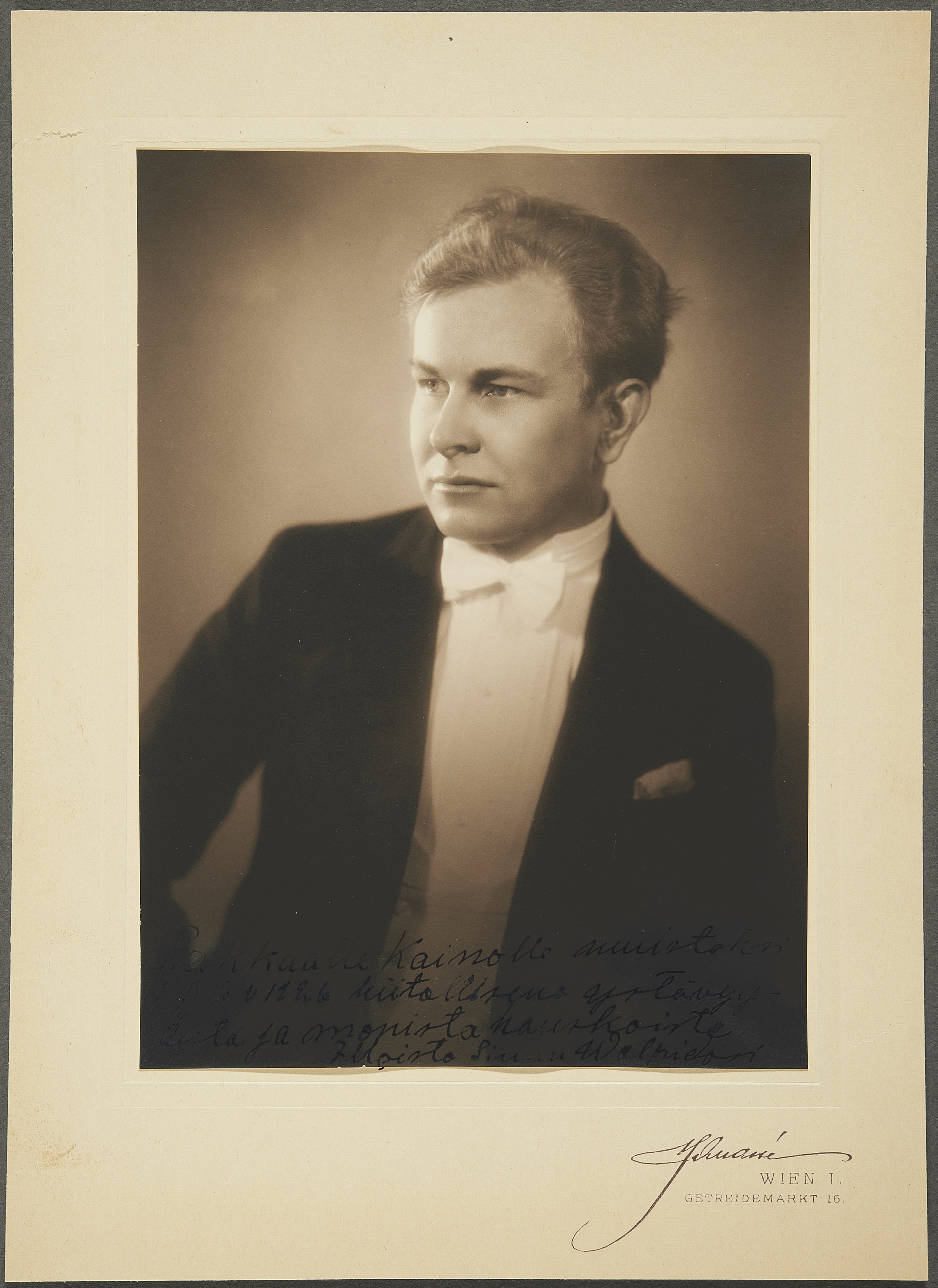
Walfrid Lehto under konsertresan i Wien 1926.

Lehto studerade i två år under ledning av Alexandra Ahnger vid Helsingfors musikinstitut och på hösten 1921 reste han till Wien för att studera hos Filip Forstén och operasångaren Mieczysław Horbowski. Tiden i Wien blev mycket framgångsrik för Lehto; hans konserter var välbesökta och han uppträdde ständigt inför makteliten. På hösten 1921 och vintern 1922 gav han dessutom två succéfyllda konserter i Rumänien. Lehto återkom till Wien på sommaren 1926 och konserterade med sånger av bland andra Jean Sibelius, Toivo Kuula och Oskar Merikanto. Efter studierna återkom Lehto till Finland och gav sin debutkonsert inför ett fullsatt Helsingfors universitet den 20 april 1923. Konserten lovordades av pressen och bevittnades av Heikki Klemetti, som i en tidningsrecension berömde Lehtos starka barytonröst.

### Tiden i USA
I oktober 1926 begav sig Lehto till USA och gjorde en studieresa till Kalifornien. Debuten i New York ägde rum den 3 november 1926, varefter en omfattande konsertturné med kapellmästare Jukka Mäkirinne företogs bland finländska invandrare i Minnesota och därifrån gick turnén mellan Port Arthur i Ontario och Los Angeles på den amerikanska västkusten. Lehto blev därmed den förste finländske sångaren som konserterade i Kanada.
Omedelbart efter ankomsten till USA började Lehto uppträda under artistnamnet Volpi Leuto, men hans sanna identitet var fortfarande välkänd. Lehto slog sig sedermera ner i New York, där han uppträdde som café- och operasångare. En tid uppträdde han på en finskspråkig restaurang i Harlem. I New York var han elev till den italienske sångaren och skådespelaren Gennaro Curci, svåger till Amelita Galli-Curci. Han öppnade en egen musikstudio och deltog vid mångkulturella konserter. Enligt åhörarvittnen kunde han sjunga på tolv språk, inklusive tyska och japanska. Den 23 mars 1930 höll han en egen konsert på Carnegie Hall på Manhattan inför omkring 500 finländska och amerikanska åhörare. Saken uppmärksammades av The New York Times, som dagen därpå publicerade en artikel om Lehtos liv.
Åren 1926 samt 1928–1929 gjorde Lehto tjugo skivinspelningar för skivbolaget Victor i New York. Flera av inspelningarna gjordes tillsammans med den italienske orkesterledaren Alfredo Cibelli, som ansvarade för samtliga av skivbolagets inspelningar med utländska artister. Några inspelningar gjordes även tillsammans med sångerskorna Annie Mörk och Margherita Violante (Margit Schauman) samt med William E. Steins och Urho Östmans orkester. Bland sångerna märks finska versioner av Aloha oe (Hyvästi jää), Santa Lucia (Pyhä Napoli), O sole mio (Aurinkoinen) och Pråmdragarnas sång vid Volga (Volgan venemiesten laulu). Efter skivinspelningarna sjöng Lehto i amerikansk radio och uppträdde vid Sibelius-konserten på Carnegie Hall den 8 december 1935.

### Italien
På 1930-talet försökte Lehto utveckla sin barytonröst till tenor, och kunde efter elva år i USA med hjälp av bidragsgivare, till vilka presidentfrun Ester Ståhlberg hörde, resa till Wien och Milano för att studera. I Milano undervisades han av den berömde Emilio Piccoli, och av Lehtos prestationer där framhölls särskilt rollen som barytonhuvudrollen Lord Enrico i operan Lucia di Lammermoor. Sångpedagogerna han kom i kontakt med var oseriösa och lektionerna så dyra att Lehto nästan ruinerades, och hans röst tog skada av de höga registren. När han inte ens hade råd att hyra frack inför konserterna, råddes han av Ester Ståhlberg att flytta till Finland, där han hade möjlighet att studera till lägre priser. På våren 1937 reste han så till Finland för att hålla en konsert i Helsingfors den 23 mars, men recensionerna blev inte goda.

### Sista åren
Efter ett sista misslyckat försök att återvända till USA, flyttade Lehto permanent till hemlandet och gav 1938 en konsert i Helsingfors, men möttes med dåliga omdömen. En kort tid gav han sånglektioner på Skatudden och förvärvade genom sin halvbror en liten gård i Kaakkolahti i Jämsä som han döpte till Volpila efter sitt gamla artistnamn. Bostadshuset byggdes med ortsbornas hjälp och på gården uppfödde han höns. I maj 1939 konserterade han i Balders sal i Helsingfors med tyska och italienska operastycken. En kritiker för Hufvudstadsbladet menade att Lehtos egentligen förträffliga röst gjorde sig väl gällande i pianissimo, men inte i högre register. Framförandet av Schubert beskrevs i Svenska Pressen som "smaklöst", tonbildningen ansågs inkonsekvent och skönsång blandades med "klanglöst väsande". Sitt sista framträdande gjorde han vid en kyrkokonsert i Jämsä inför en mager publik på hösten 1939. På vänners inrådan lämnade han musiken och när ekonomin försämrades blev han hemlös och fick bo hos olika familjer. De sista åren levde han i sjukdom och ensamhet. Han avled i magtuberkulos på fattighuset i Jämsä 1946, ogift och barnlös.
Lehto är begravd på nya kyrkogården i Jämsä, där en minnessten rests med hans bild.

## Skivinspelningar
| Datum            | Sånger | Ackompanjemang            |
| ---------------- | --- | ------------------------- |
| 8 december 1926  | Aikoja enstisiä Heilini soitteli                                                                                             | okänd orkester            |
| 6 juli 1928      | Kulkurin masurkka Ramona | Östman-Stein Orkesteri    |
| 20 augusti 1928  | Angela mia Maria Mari | Alfredo Cibellis orkester |
| 10 december 1928 | Elomme päivät Hyvästi jää | Östman-Stein Orkesteri    |
| 18 december 1928 | Volgan venemiesten laulu | Alfredo Cibellis orkester |
| 20 december 1928 | Vanha mummo | Alfredo Cibellis orkester |
| 24 december 1928 | Aurinkoinen Siirtolaisen kaiho                                                                                               | okänd orkester            |
| 7 mars 1929      | (tillsammans med Margherita Violente) Oi kiitos sä luojani armollinen Soipa kieli Tuoll' on mun kultani Äiti ja kulkuripoika | Alfredo Cibellis orkester |
| 26 april 1929    | Sä olet mielestän kaunihimpi                                                                                                 | Alfredo Cibellis orkester |
| 15 maj 1929      | Tuule tuuli leppeämmin | Alfredo Cibellis orkester |
| 6 juni 1929      | (tillsammans med Annie Mörk) Miks' onneansa etsii Mustalaisruhtinatar                                                        | okänd orkester            |
| 5 juli 1929      | Pyhä Napoli Pääsky | Alfredo Cibellis orkester |